# Johan Kortman
Johan Elis Kortman (né le 30 octobre 1858 à Saint-Pétersbourg – décédé le 13 décembre 1923 à Rääkkylä) est un artiste peintre finlandais.

## Biographie
Johan Kortman s'intéresse à la poésie finnoise, au Kalevala et à la Carélie.
Il voyage en Carélie pour découvrir sa nature, le savoir populaire et l'archéologie.
Johan Kortman étudie l'art à Saint-Pétersbourg  puis continue à Munich.
Il y peint des dizaines de tableaux représentant la nature de Carélie et le Kalevala.
A Munich, Johan Kortman participe un concours d'images du Kalevala auquel participe Akseli Gallen-Kallela, et qui sera remporté par Sigfrid Keinänen, Louis Sparre et Eero Järnefelt.
Cinq ans après son décès, son fils Lauri Vuolio offre ses œuvres sur le Kalevala à l'association du Kalevala (fi). 
Le président Gallen-Kallela en achète une partie et Lauri Vuolio fait cadeau d'une autre partie.
Il a peint un seul retable, celui de l'Église d'Heinävesi.

## Œuvres
- Väinämöisen soitto (1891)
- Ilmarinen tulee sulhona Pohjolaan (1893)
- Pohjolan häät (1890)
- Kyllikin ryöstö (1890)
- Ison tammen kaato (1893)